# Wola (Mali)
Wola è un comune rurale del Mali facente parte del circondario di Bougouni, nella regione di Sikasso.
Il comune è composto da 10 nuclei abitati:
- Dialan
- Diamakolé
- Dionkala
- Djélé
- Fandala
- Kégnéréla
- Ménie
- N'Tjibala
- Tinankolomba
- Wola